# Mussaenda sanderiana

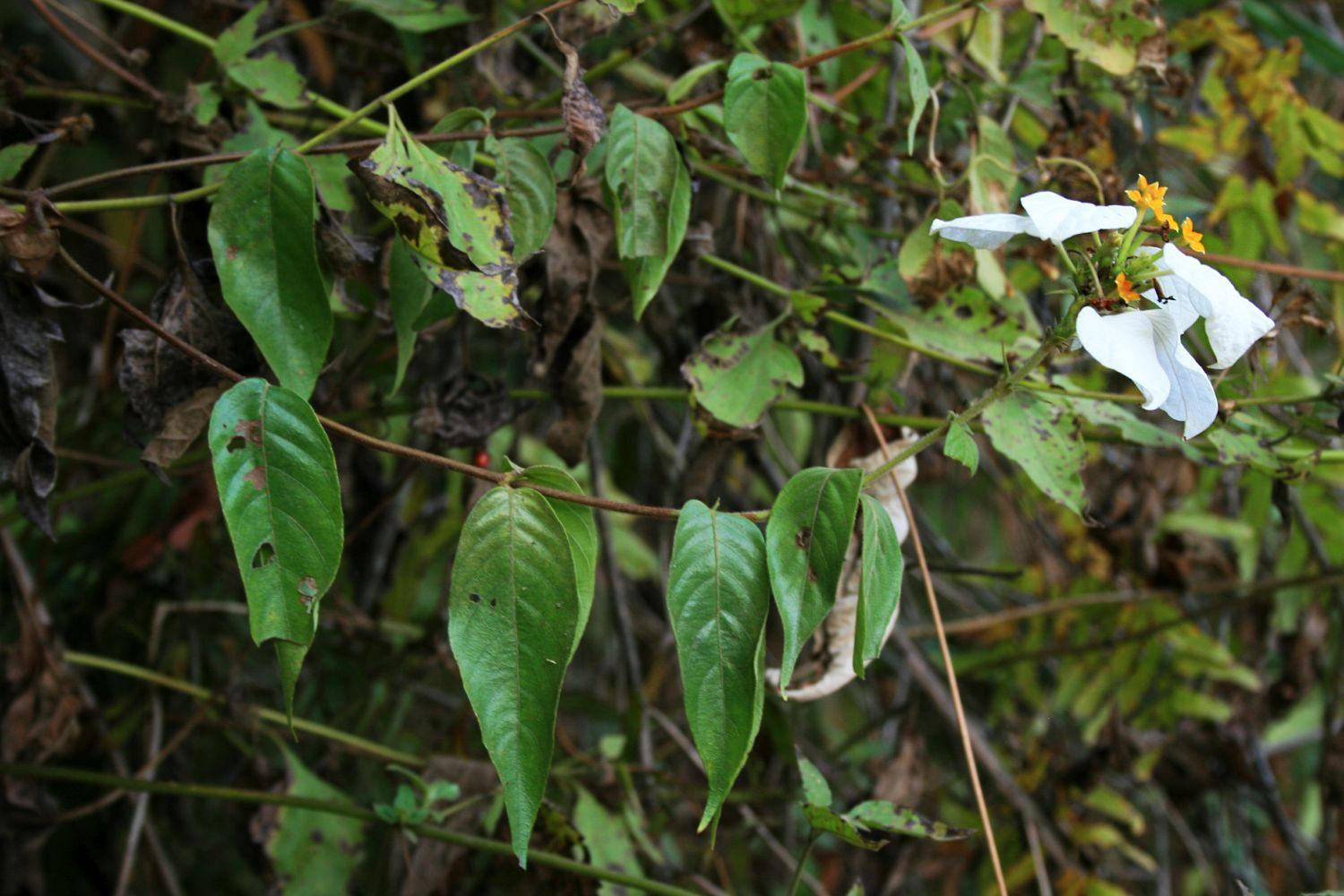

Mussaenda sanderiana är en måreväxtart som beskrevs av Henry Nicholas Ridley. Mussaenda sanderiana ingår i släktet Mussaenda och familjen måreväxter. Inga underarter finns listade i Catalogue of Life.